# Нестеровский сельский совет (Тернопольская область)
Нестеровский сельский совет (укр. Нестерівська сільська рада) — входит в состав
Зборовского района
Тернопольской области
Украины.
Административный центр сельского совета находится в 
с. Нестеровцы.

## История
- 1991 — дата образования.

## Населённые пункты совета
- с. Нестеровцы